# Anontsibe Centre
Anontsibe Centre is een plaats en gemeente in Madagaskar gelegen in het district Manja van de regio Menabe. Er woonden bij de volkstelling in 2001 ongeveer 10.000 mensen.
In de plaats is basisonderwijs onderwijs beschikbaar. 99% van de bevolking is landbouwer en de overige 1% is werkzaam in de veeteelt. De belangrijkste gewassen zijn rijst en uien, maar er worden ook mais en limabonen verbouwd.